# Mariä Himmelfahrt (Tiengen)

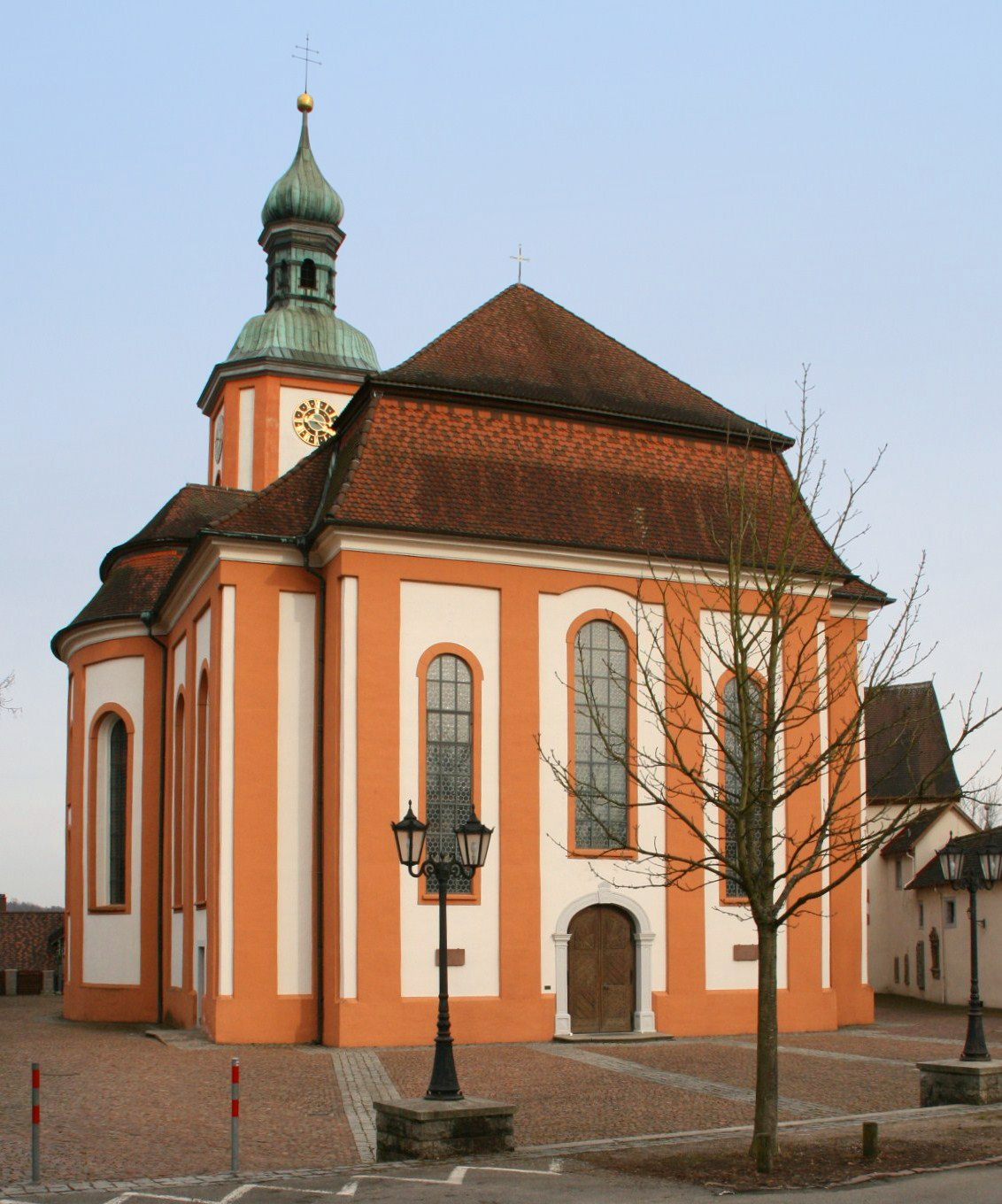
Pfarrkirche Mariä Himmelfahrt

Die römisch-katholische Pfarrkirche Mariä Himmelfahrt ist eine Barockkirche in Tiengen, heute Waldshut-Tiengen im Landkreis Waldshut im Klettgau. Sie gehört zur Seelsorgeeinheit Mittlerer Hochrhein St. Verena im Dekanat Waldshut des Erzbistums Freiburg.
Die Kirche steht auf einem Felssporn des Muschelkalk über der Stadt. Neben der Kirche befindet sich das Schloss Tiengen.
Die ganz im Barockstil gehaltene Kirche entstand als Werk des 71-jährigen Baumeisters Peter Thumb in den Jahren 1753 bis 1755. Das Geläut der Kirche besteht aus neun Glocken. Die reiche barocke Auszierung mit Stuck stammt von Meister Johann Georg Gigl aus der Wessobrunner Schule, das Decken- und Chorbogenfresko von Barockmaler Eustachius Gabriel. Das Äußere der Kirche ist von Lisenen gegliedert.

## Geschichte

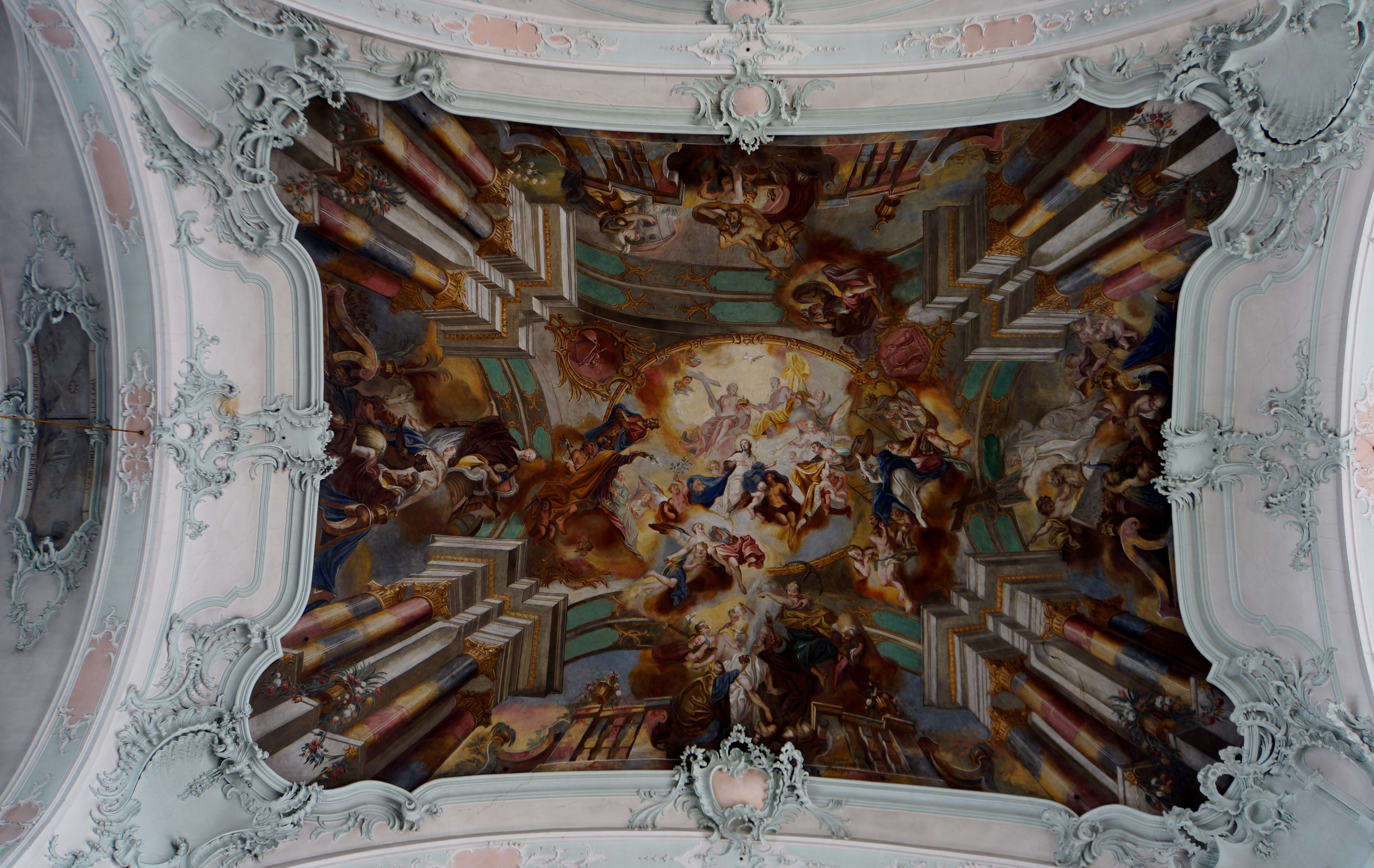
Eustachius Gabriel, Deckenfresko von 1754

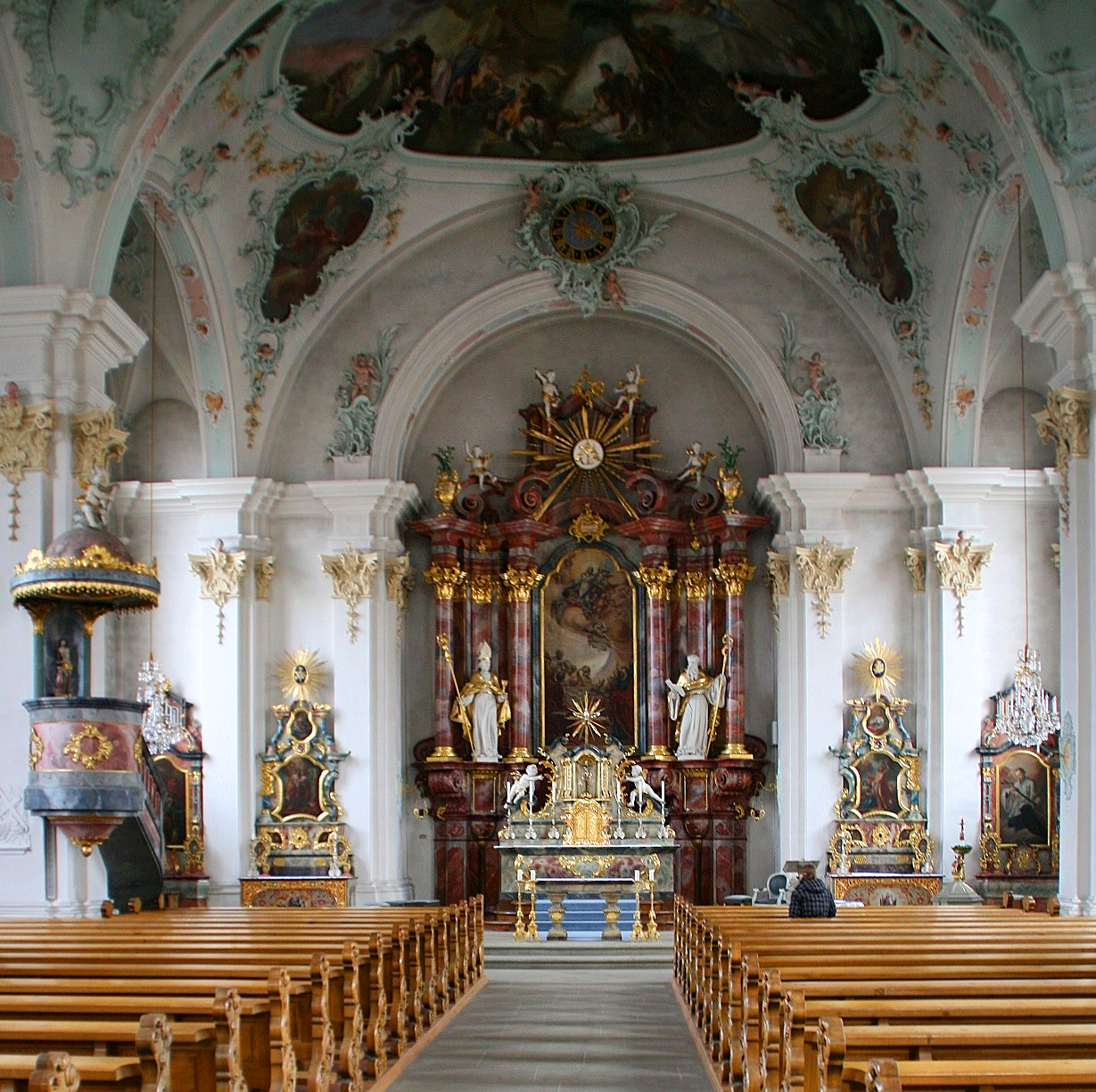
Mariä Himmelfahrt, Tiengen, Innenraum: Blick auf den Hochaltar

Bei Ausgrabungen 1967/68 fand man auf dem Kirchenbuck römisches Mauerwerk, vermutlich die Überreste eines Wachturmes. Mit der Nennung Tiengens in einer Urkunde von 858 im Zusammenhang mit einer Schenkung eines Priesters Swab an das Kloster Rheinau dürfte hier bereits im 8. Jahrhundert eine Kirche bestanden haben. 1146 wird berichtet, dass Bernhard von Clairvaux in Tiengen die Kirche besuchte und vielen Menschen Genesung durch Wunder brachte. Die originale Notiz des Chronisten enthält den oft erwähnten Hinweis in der Literatur auf den hier angeblich abgehaltenen »Predigtaufruf zu einem Kreuzzug« nicht.
Unter dem gotischen Turmunterbau befand sich die Gruft der Grafen von Sulz, die 1978 wiederentdeckt wurde und in Teilen im Archäologischen Landesmuseum in Konstanz ausgestellt ist. Dieser Vorgängerbau wurde am 15. Juli 1571 durch Ecksteinlegung durch Graf Alwig von Sulz durch einen Neubau – vielleicht auch nur einen größeren Umbau – ersetzt. Die Gruft wurde nach dem Akkord vom 2. Januar 1631 eingebaut. 1681 wurde dieser schlichte Kirchenbau renoviert. Nach 1720 wurden die beiden Nebenkapellen angebaut. Bei den Vorarbeiten zum Neubau 1752 unter Fürst Joseph Adam von Schwarzenberg ließ dieser den viereckigen Turmunterbau bestehen, hier sind Reste von Wandmalerei und Teile eines gotischen Sakramentshäuschens erhalten. Die Planungen für einen Neubau fielen bereits im Vorfeld an Johann Caspar Bagnato, der die Kirche in Tiengen 1746, 1747 und nochmals am 19. Juni 1752 zu Planung und Aufmaß bereiste. Dem Umbauplan folgte ein Neubauplan, der aber ebenfalls nicht angenommen wurde. Dann folgten Aufrisse durch den Baumeister Johann Michael Beer von Bleichten, die durch Joseph von Weinzierl 1751 zunächst angenommen wurden. Da jedoch die Baukosten nicht geklärt waren, wurden auch diese Pläne (die noch erhalten sind und nur einen sehr schlichten Bau bezeugen, daher im völligen Kontrast zu Beers sonstigen Werken sind) abgelehnt.
Am 10. Mai 1752 verfügte von Krumau Fürst Joseph von Schwarzenberg regierungsamtlich den Um- oder Neubau, vor allem im Hinblick auf die Baufälligkeit der alten Kirche. Der schwarzenbergische Regierungsamtmann Joseph von Weinzierl sah sich genötigt, einen neuen Baumeister zu suchen, und fand ihn in Peter Thumb. Mit dem Schwarzen Riss ist noch ein Originalplan aus seiner Hand erhalten geblieben (Pfarrarchiv). Bis zum Vertragsabschluss und Klärung von Details mischte sich immer wieder der in Tiengen tätige Geometer Johann Ulrich Würthenberger in den Planungsablauf ein. Er wurde dann zum Inspektor der Baumaßnahmen ernannt – doch sein Unvermögen spiegelt sich etwa in dem Vorschlag, den Bau aus Spargründen einfach »in die Länge« zu ziehen. Antwortbriefe Thumbs auf die Vorschläge sind nicht erhalten. Vom 16. bis zum 19. Januar reiste Peter Thumb mit einem seiner Söhne nach Tiengen, um die noch verbliebenen Details zu besprechen, doch erst bei ihrem zweiten Aufenthalt vom 11. bis zum 18. April 1753 kam es zur Unterzeichnung des Kontrakts (Original im GLA). Mit dem Abbruch der alten Kirche wurde bereits zuvor begonnen. Die Gruft der Grafen von Sulz wurde vor Baubeginn am 17. April 1753 zur Erkundung der Fundamente geöffnet und protokolliert. Stadtpfarrer zur Bauzeit war Joseph Abend.

## Barockbau
Nach dem Aufriss (Schwarzer Riss) durch den Baumeister Peter Thumb begann man mit dem Neubau im Mai 1753; im Frühjahr 1754 wurde der Dachstuhl errichtet. Polier war Caspar Goser und als Berater war der Baumeister und Zimmerer Joseph Feurstein tätig. Zimmermeister Mathis Schildknecht meldete am 10. Juni 1754 die Aufrichtung des Turms. Die Anfertigung eines gemauerten Gewölbes erfolgte auf Wunsch des Fürsten Schwarzenbergs, untersagte aber die Bemalung durch einen Maler Hermann für 1500 Gulden. Dem Angebot Eustachius Gabriels für 800 Gulden folgte er schließlich. Die anstelle eines Hochaltares durch Eustachius Gabriel aus Sparsamkeitsgründen ausgeführte perspektivische Malerei erfolgte auf Empfehlung Peter Thumbs. Sie zeigte die Himmelfahrt Marias, war aber 1870 in solch desolatem Zustand, dass man sie entfernte. Unter Stadtpfarrer Hermann Spreter wurde 1938/39 ein neuer Hochaltar durch Hermann Kramer aus Offenburg eingebaut. Vor Beendigung der Malerarbeiten wurde die Kirche am 4. Mai 1755 durch den Konstanzer Weihbischof Franz Karl Joseph von Fugger-Glött geweiht.

## Kulturkampf
In den Jahren 1874 bis 1883 wurden der Altkatholischen Kirche in der Zeit des Kulturkampfs durch die Badische Regierung die Pfarrkirche und die Heilig-Kreuz-Kapelle zugesprochen. Altkatholischer Pfarrer war Paul Kaminski, der Vater von Heinrich Kaminski. Die Katholische Gemeinde erbaute sich daraufhin eine einfache Notkirche auf dem Marktplatz, die nach der Rückgabe der Pfarrkirche wieder abgebrochen wurde.

## Innenausstattung

### Deckengestaltung
Die Malerei in Fresko führte Eustachius Gabriel im Alter von 27 Jahren aus. In der ovalen Altarkuppel zu sehen ist die Verklärung Christi. Die quadratisch ausgemalte Hauptkuppel zeigt die Aufnahme Mariä in den Himmel inmitten himmelstrebender Pfeiler. Das ovale Kuppelbild über der Orgelempore zeigt das Martyrium und die Himmelfahrt der Stadtpatrone Sebastian und Agatha.

### Seitenaltäre
Die inneren Seitenaltäre sind dem Hl. Sebastian und dem Hl. Joseph geweiht. Sie wurden von dem Stadtpfarrer Joseph Abend zur Einweihung gestiftet. Die beiden äußeren Seitenaltäre sind dem Hl. Aloisius und der Hl. Anna geweiht und stammen wie drei weitere Altäre und das Orgelgehäuse von Stadtpfarrer Franziskus Lienhard (1763 bis 1776). Der Rosenkranzaltar wurde 1765 von der Rosenkranzbruderschaft gestiftet. Der Agatha-Altar enthält eine Pietà von 1680.

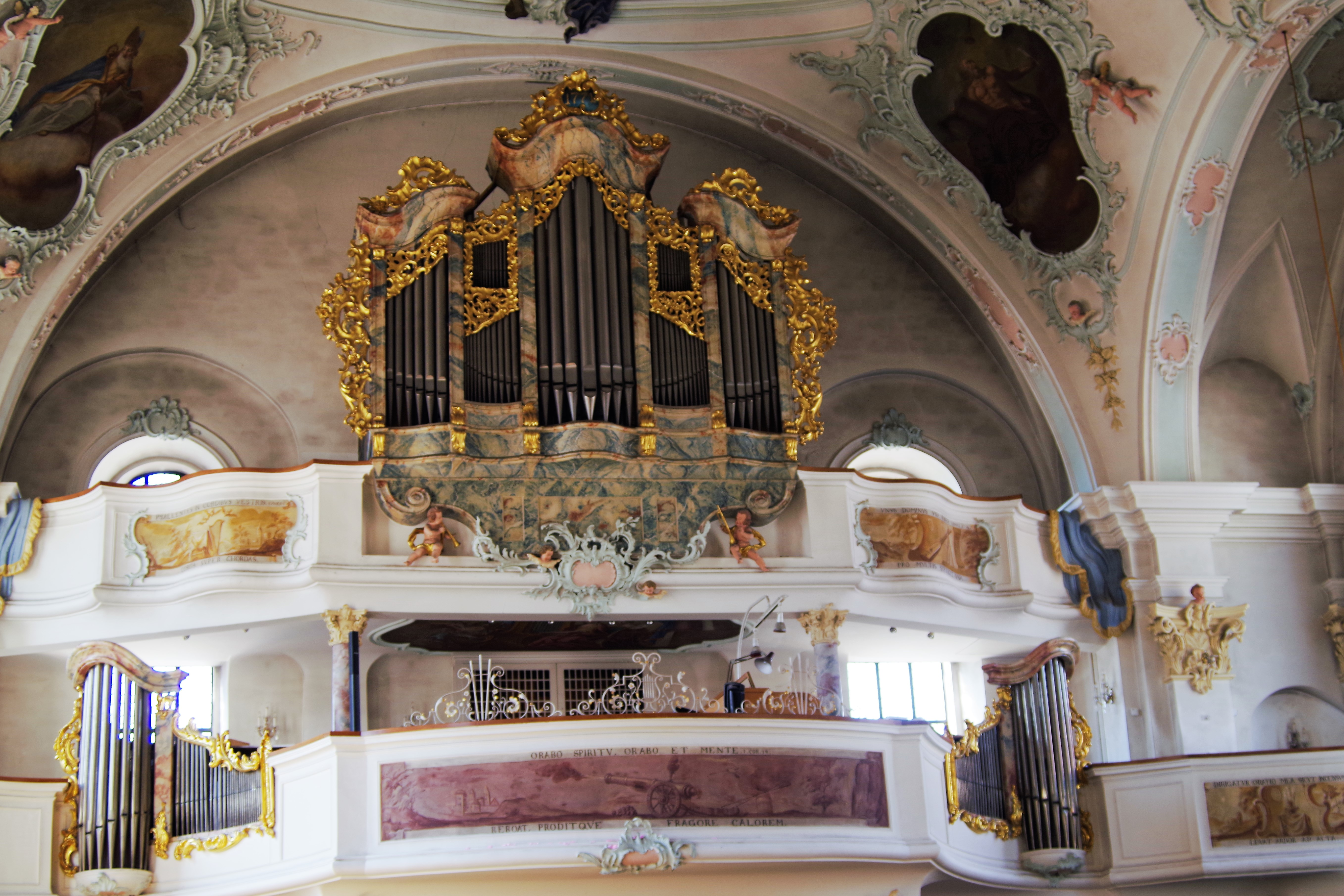
Orgelempore und Orgelprospekt in der Kirche Mariä Himmelfahrt

### Orgel
Die erste Orgel wurde 1681 von dem Konstanzer Orgelbauer Elias Keberle gefertigt. 1770/71 baute Blasius Bernauer (1740–1818) aus Staufen im Breisgau ein neues Instrument, dessen Prospekt erhalten ist. 1957 wurde durch die Orgelbaufirma Klais ein neues Werk mit freistehendem Spieltisch und elektrischen Kegelladen eingebaut. Das Instrument verfügt über 38 Register, die auf drei Manualen und Pedal verteilt sind. Der Kirchenraum hat eine ausgezeichnete Akustik und es finden regelmäßig Konzerte statt. Zahlreiche Tonträger wurden bespielt.
Bis zum Jahr 2026 soll durch die Orgelbaufirma Kuhn ein neues Instrument mit 30 Registern auf 2 Manualen gebaut werden, welches die derzeitige Orgel ersetzen wird.

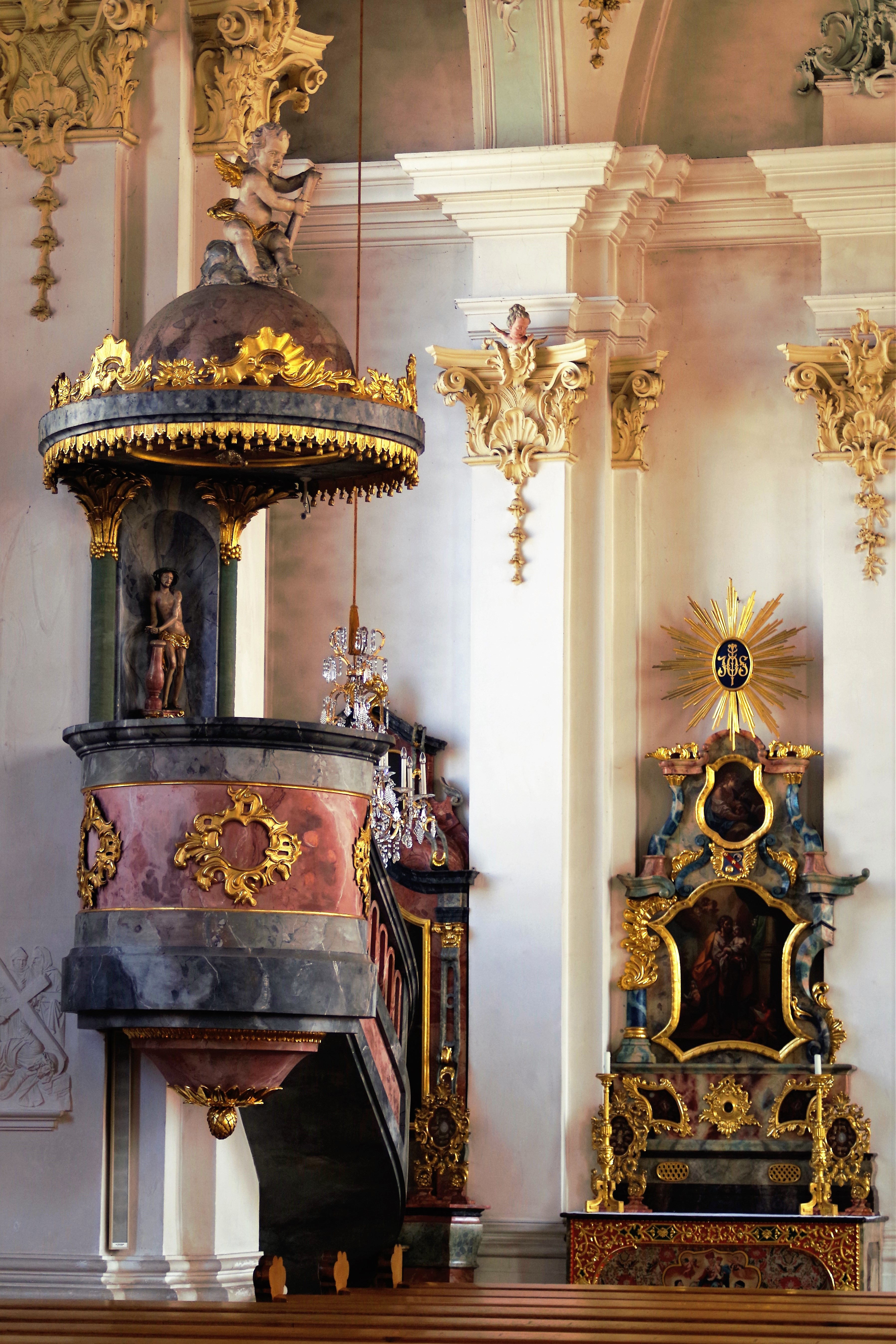
Kanzel in der Kirche Mariä Himmelfahrt

### Weiteres
- Die Kanzel wurde durch Stadtbaumeister Sebastian Fritschi 1832 entworfen.
- Auf dem Chorbogen befindet sich eine Uhr.

## Glocken
Im Ersten Weltkrieg mussten vier Glocken abgeliefert werden. Der Fotograf Johann Somia hat die Herunternahme fotografiert, das Albuminpapierfoto zeigt die Glocken auf einem Fuhrwerk.
Das heutige Geläut besteht aus neun Glocken; sieben davon wurden von Friedrich Wilhelm Schilling in Heidelberg 1962 und 1963 gegossen. Der Guss einer weiteren Glocke (Nr. 8) 2019 bei der Glockengießerei Bachert ermöglichte es, eine historische Glocke, 1721 von Tobias Schalch, Schaffhausen, gegossen und ehemals Totenglocke (Nr. 9), ebenfalls in das Geläut einzubinden.
| Nr. | Name                | Durchmesser | Gewicht | Schlagton | Inschrift                                                                                     |
| --- | ------------------- | ----------- | ------- | --------- | --------------------------------------------------------------------------------------------- |
| 1   | Hl. Joachim         | 1810 mm     | 4013 kg | a°-2      | Künden will ich Dein Erbarmen am Morgen und Deine Treue in der Nacht, Ps 91,3                 |
| 2   | Hl. Maria           | 1516 mm     | 2365 kg | cis′-4    | Grosses hat der Gewaltige an mir getan, Lk 1,44                                               |
| 3   | Hl. Joseph          | 1214 mm     | 1341 kg | e′-2      | Die auf den Herrn vertrauen schöpfen neue Kraft, entfalten Schwingen Adlern gleich, Jes 40,31 |
| 4   | Hl. Anna            | 1104 mm     | 0915 kg | fis′-4    | Sein Erbarmen währet von Geschlecht zu Geschlecht, Lk 1,50                                    |
| 5   | Hl. Sebastian       | 0968 mm     | 0610 kg | a′-2      | Deine Heiligen, o Herr, künden den Ruhm Deines Reiches, Ps 145,11                             |
| 6   | Hl. Agatha          | 0857 mm     | 0425 kg | h′-2      | Ich weihe mein Werk dem König, Ps 45,2                                                        |
| 7   | Bruder Klaus        | 0770 mm     | 0313 kg | cis″-4    | Friede herrsche in Deinen Mauern, Ps 127,7                                                    |
| 8   | Hl. Verena          | 0715 mm     | 0230 kg | d″-3      | Daran werden alle erkennen, dass ihr meine Jünger seid, wenn ihr einander liebt, Joh. 13, 35  |
| 9   | Johannes der Täufer | 0524 mm     | ≈ 90 kg | g″+6      | (-)                                                                                           |

## Restaurierung
1939/40 wurden die Fresken von Kunstmaler Carl Bertsche (1885–1942) aus Waldshut restauriert. 1976 bis 1978 fanden umfangreiche Restaurierungen an der gesamten Kirche statt. Dabei wurde auch die Gruft der Grafen von Sulz wiederentdeckt und erforscht.
Die nächste Renovierung steht bevor, zur Mitfinanzierung wurde der Förderverein zum Erhalt der Peter-Thumb-Kirche in Tiengen e. V. gegründet.